# Église Saint-Michel-Archange de Riga
L'église orthodoxe Saint Michel Archange de Riga appartient à l'Église orthodoxe lettone et est située au 170 rue Latgales, à Riga. 

## Histoire
La première église en bois dédiée à Saint Michel Archange (populairement connue sous le nom d'« église Saint-Michel ») a été consacrée dans le faubourg de Maskavas forštate le 9 juillet 1837. A la fin du siècle, l'église était dans un très mauvais état et n'a pas été conservée. 
La première pierre de l'église actuelle a été posée le 24 juin 1885 et elle a été achevée en 1894, consacrée le 17 novembre en l'honneur de saint Michel Archange. Le bâtiment a survécu jusqu'à ce jour sans reconstruction. L'église a un plan en croix, il y a un petit clocher frontal. 
L'église a fonctionné après la Première et la Seconde Guerre mondiale.  